# Björnsundets naturreservat
Björnsundets naturreservat är ett naturreservat i Uppsala kommun i Uppsala län.
Området är naturskyddat sedan 1998 och är 64 hektar stort. Reservatet ligger öster om sjön Vällen och består av lövrika barrskogar, gamla betesmarker och våtmarkerna Lindbolsmossen och Storkärren.